# Djalma Dias
Djalma Pereira Dias Júnior, ou simplesmente Djalma Dias (Rio de Janeiro, 21 de agosto de 1939 — Rio de Janeiro, 1 de maio de 1990), foi um futebolista brasileiro que atuou como zagueiro.
É considerado um dos maiores zagueiros da história do futebol brasileiro. Foi o pai do ex-futebolista Djalminha, ex-meia da Seleção Brasileira que iniciou a carreira no Flamengo.

## Carreira
Atuou num time de várzea chamado Ezequiel Futebol Clube, antes de começar a carreira no juvenil do America-RJ em 1958. Dois anos depois, era titular absoluto do time principal, onde conquistou o Campeonato Carioca de 1960.
Em 1963, chegou ao Palmeiras por 40 mil cruzeiros, onde estreou em 13 de fevereiro, na derrota por 2x1 para o São Paulo. Naquele ano, marcaria seus dois únicos gols pelo clube, contra Juventus-SP (11/08) e Jabaquara (06/10), e foi campeão paulista. Ficou no clube até 1967, onde fez 240 partidas.
Em 1968, chegou ao Atlético Mineiro.
Jogou ainda no Santos e no Botafogo.
Ídolo dessas equipes, representou o Brasil durante as eliminatórias para Copa do Mundo de 1970.
Curiosamente, não teve chance de ver Djalminha com a camisa da Seleção Brasileira, pois em 1990 (ano de sua morte) seu filho estava sendo ainda revelado no Flamengo.

## Morte
No dia 1º de maio de 1990, faleceu aos 50 anos de idade, por parada cardiorrespiratória no Rio de Janeiro.

## Títulos

### América-RJ
- Campeonato Carioca: 1960
- International Soccer League: 1962[7]

### Palmeiras[5]
- Campeonato Paulista: 1963 e 1966
- Torneio Rio–São Paulo: 1965
- Campeonato Brasileiro: 1967 (Torneio Roberto Gomes Pedrosa) e 1967 (Taça Brasil)

### Santos
- Campeonato Paulista: 1969
- Taça Estado de São Paulo: 1970[8][9]